# Верруа-Савоя
Верруа-Савоя (італ. Verrua Savoia, п'єм. Avrùa) — муніципалітет в Італії, у регіоні П'ємонт,  метрополійне місто Турин.
Верруа-Савоя розташована на відстані близько 510 км на північний захід від Рима, 33 км на схід від Турина.
Населення — 1435 осіб (2014).

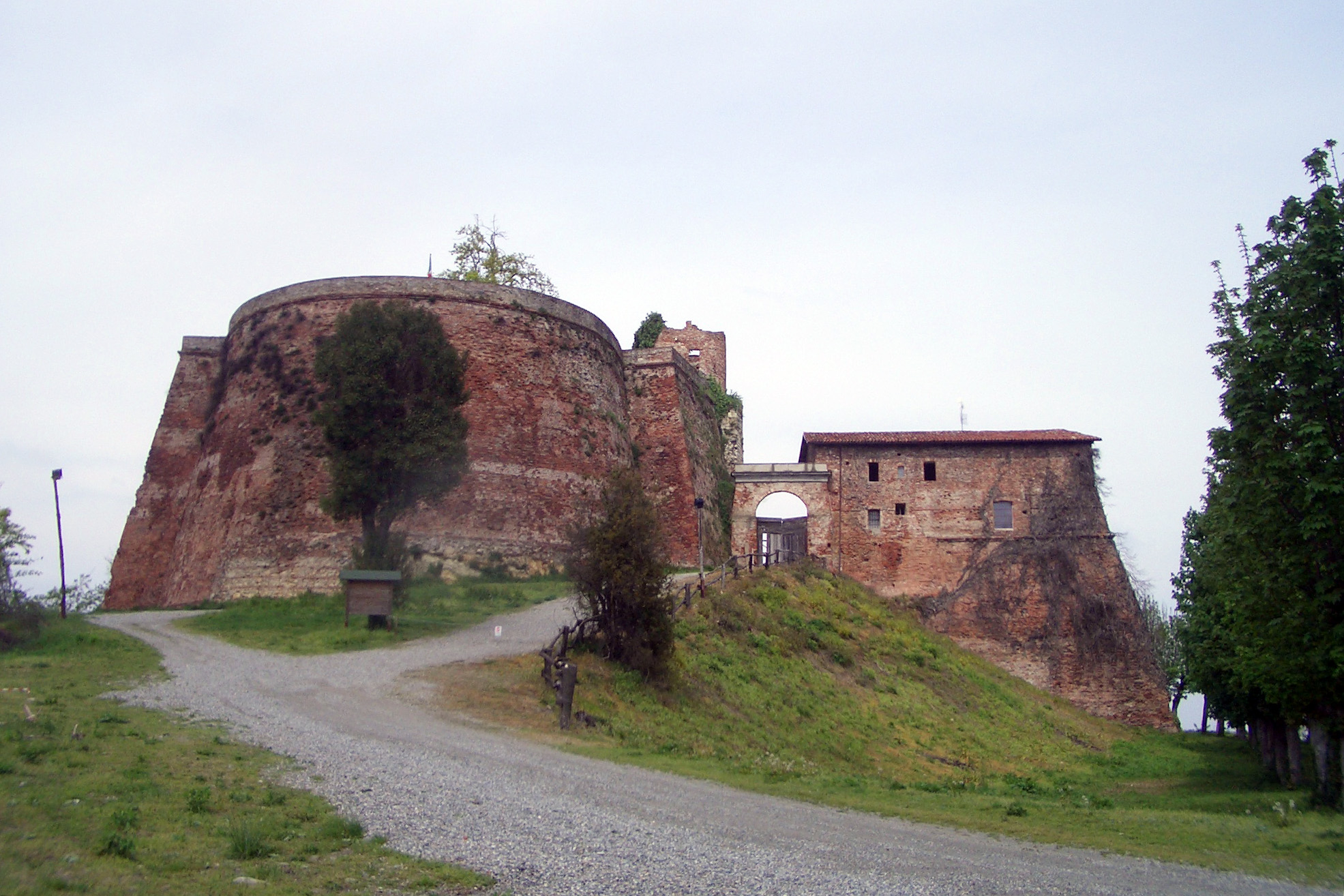

Щорічний фестиваль відбувається 24 червня. Покровитель — святий Іван Хреститель.

## Демографія
Населення за роками:

Станом на 1 січня 2023 року в муніципалітеті офіційно проживало 57 іноземців з 22 країн, серед них 44 громадяни країн Євросоюзу та 1 громадянин України.

## Сусідні муніципалітети
- Броцоло
- Брузаско
- Крешентіно
- Мончестіно
- Одаленго-Гранде
- Робелла
- Вілламірольйо